# Kerkhof van Beveren-IJzer
Het Kerkhof van Beveren-IJzer is een gemeentelijke begraafplaats in Beveren aan de IJzer, een deelgemeente van Alveringem. Het kerkhof ligt aan de oostelijke rand van het dorp naast de kerk van Sint-Audomarus .
De begraafplaats staat sinds 2004 op de Inventaris van het Wereldoorlogerfgoed

## Belgische oorlogsgraven

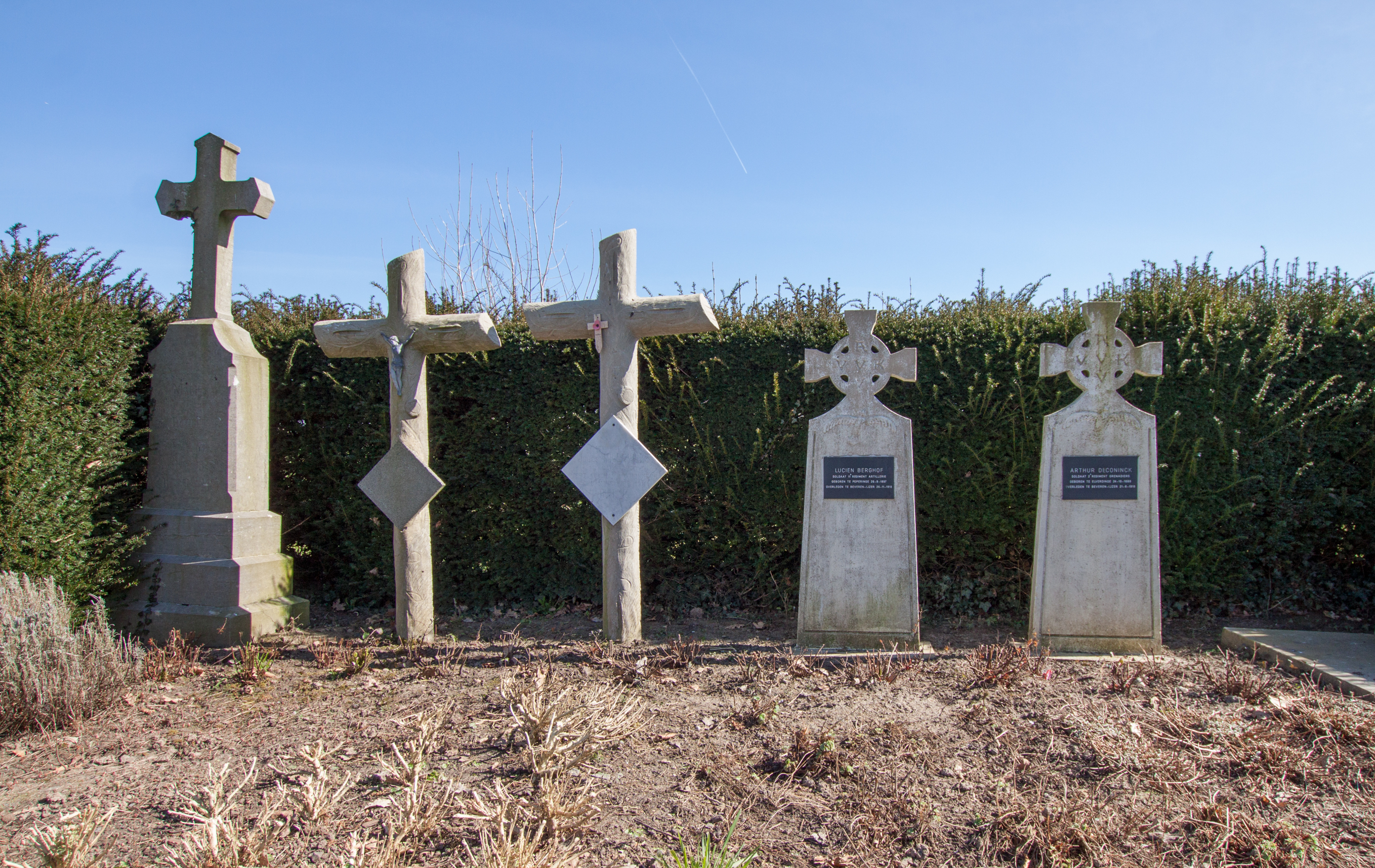
Belgische graven

Er liggen 8 graven (waaronder 2 met een heldenhuldezerk) van Belgische militairen. Zes graven liggen in een perkje achter de kerk en twee liggen verspreid over het kerkhof. Zij sneuvelden tijdens het geallieerde eindoffensief in 1918.

## Britse oorlogsgraven
Op het kerkhof liggen 20 Britse gesneuvelden uit de Eerste Wereldoorlog. Voor 3 van hen werden Special Memorials opgericht omdat hun graven niet meer teruggevonden werden. Zij stierven allen in 1918 in het veldhospitaal dat hier gevestigd was.
Er liggen ook 8 Britse gesneuvelden uit de Tweede Wereldoorlog (2 van hen konden niet meer geïdentificeerd worden). Deze vielen in mei 1940 toen het Brits Expeditieleger wegens de Duitse opmars zich terugtrok naar Duinkerke. 
De graven liggen in een cirkel omheind met een haag, in de zuidoostelijke hoek van het kerkhof en worden onderhouden door de Commonwealth War Graves Commission. Ze zijn daar geregistreerd onder Beveren-IJzer Churchyard.
- Egbert Lewis Neate, geleider bij de Royal Field Artillery ontving de Military Medal (MM).